# Kundennutzen
Der Kundennutzen (englisch Customer Value, Customer Utility) ist der von einem Kunden mit dessen Kaufentscheidung tatsächlich wahrgenommene Nutzen.
Es gilt: Ein Kunde entscheidet sich unter Wettbewerbsbedingungen immer für den Anbieter, der ihm den höchsten, von ihm tatsächlich wahrgenommenen Nutzen bietet. Der Kundennutzen ist damit eine der zentralen Orientierungsgrößen des Marketings.

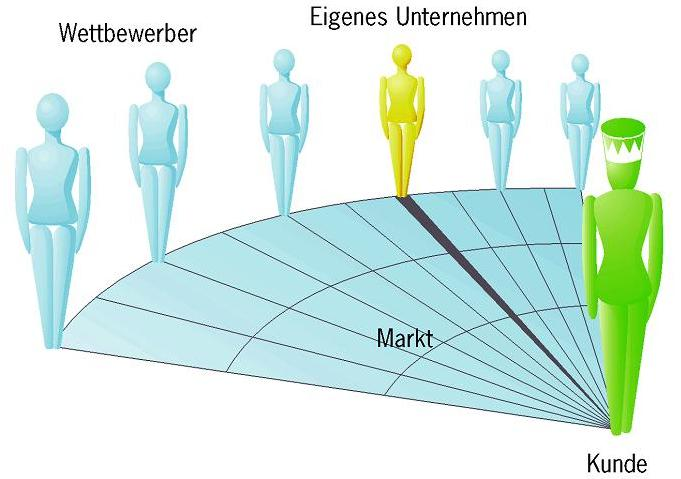
Abb. 1: Grundhypothese zur Definition des Kundennutzens: Unter Wettbewerbsbedingungen entscheidet sich ein Kunde immer für den Anbieter, der ihm den höchsten Kundennutzen bietet

## Abgrenzungen

### Kundenzufriedenheit
Die Kundenzufriedenheit erfasst die Zufriedenheit eines Kunden mit einer bereits erbrachten Leistung. Die Erhebung einer Kundenzufriedenheit ist daher immer eine ex post Analyse. Auch hier gilt, dass ein Kunde nur dann zufrieden ist, wenn er mit dem Erwerb einer Leistung einen ihn zufrieden stellenden Nutzen erzielt hat. Der Kundennutzen ist damit der Oberbegriff zur Kundenzufriedenheit.
Die Bestimmung eines Kundennutzens kann hingegen auch ex ante erfolgen. Diese kann es dann erlauben, zukünftige Markterfolgspotenziale zu ermitteln.
Grundsätzlich können Kundenzufriedenheit und Kundennutzen über dieselben Einflussgrößen beschrieben werden. Der Unterschied liegt lediglich im Zeitpunkt der Erfassung, bezogen auf den Kaufzeitpunkt einer Leistung.

### Kundenwert
Während im englischen Sprachraum der Customer Value dem deutschsprachigen Kundennutzen entspricht, ist der Begriff „Kundenwert“ hier anders belegt: Hiermit wird der Wert eines Kunden für einen Anbieter beschrieben.

## Zur Operationalisierung des Kundennutzens
Der Kundennutzen beinhaltet im weitesten Sinne alle Einflussgrößen, die konkret auf die Kaufentscheidung eines Kunden einwirken. Hierbei gilt: Auch subjektive Wahrnehmungen sind Realitäten. Im Einzelnen verbinden sich damit folgende Überlegungen:

### Zeitpunkt einer Kundennutzenbestimmung

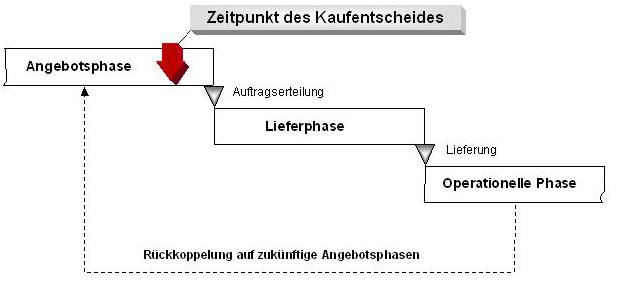
Abb. 2: Allgemeingültige Schematisierung eines Verkaufsprozesses. Bei typischen B2C-Prozessen, z. B. im Einzelhandel können Angebots- und Lieferphasen auf Sekundenbruchteile zusammenschrumpfen. Gleichwohl existieren sie auch dort.

Der Kundennutzen wird zum Zeitpunkt einer Kaufentscheidung bestimmt. Er ist somit ein stationäres Ereignis auf der Zeitachse.
Werden Kaufentscheidungen von Organisationen getroffen, wie es im B2B-Bereich sehr oft der Fall ist, muss das voraussichtliche Ergebnis der Organisationsentscheidung erhoben werden. Unter Umständen können auch die Wahrnehmungen der einzelnen Organisationsmitglieder erfasst werden, um dann daraus die wahrscheinliche Wahrnehmung des Kundennutzens durch die Organisation zu bestimmen.

### Teilnutzen
Teilnutzen sind hierbei Einflussgrößen auf eine Kaufentscheidung oder auch „Kriterien“. Ein Kundennutzen kann über Strukturen in beliebig viele Teilnutzen untergliedert werden. Dazu gelten folgende Regeln:

### Explizite und implizite Einflussgrößen

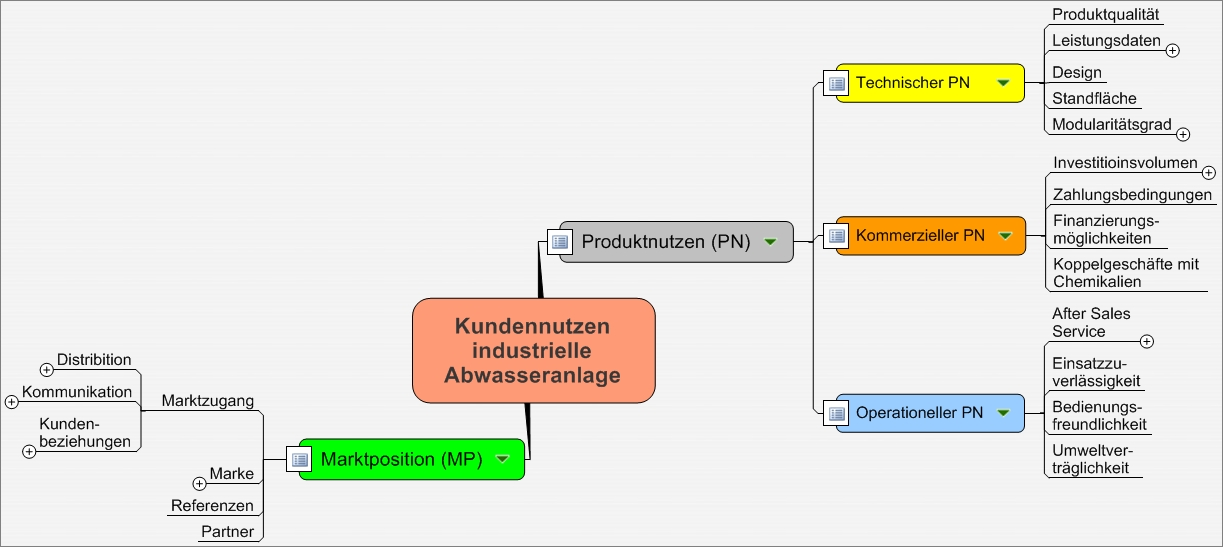
Abb. 4: Einflussgrößen auf den Kundennutzen einer industriellen Abwasseranlage. ((+): Hier sind weitere Unterkriterien angeordnet)

Eine entscheidende Frage ist: „Wie viel weiß ein Kunde zum Zeitpunkt seiner Kaufentscheidung über deren Konsequenzen?“
Ein vollständiges Wissen hat hier nur das theoretische Konstrukt des homo oeconomicus. In der Praxis ist das nicht möglich. Folglich wird der Kundennutzen über die zwei Hauptgruppen von Einflussgrößen erfasst:

#### Produktnutzen (explizite Kriterien)
Der Produktnutzen umfasst alle Einflussgrößen, bei denen der Kunde die Konsequenzen seiner Kaufentscheidung einschätzen kann. Das sind z. B. Preise, Leistungsdaten, Garantien usw. Dieses sind die expliziten Einflussgrößen des Kundennutzens. Sie sind in der Regel produktrelevant.

#### Marktposition eines Anbieters (implizite Kriterien)
Über die Marktposition kompensiert ein Kunde Wissensdefizite, die er beim Produktnutzen hat. Etwa bei Fragen der Einsatzzuverlässigkeit, der Betriebskosten, des Service und dergleichen mehr. Die Marktposition ist der implizite Teil des Kundennutzens. Sie beinhaltet in der Regel unternehmensrelevante Kriterien, wie z. B. Marke, Vertrieb, Verkaufsförderung, Kundenbeziehungen, Referenzen und dergleichen mehr.
Die Verteilung zwischen Produktnutzen und Marktposition ist branchenspezifisch und kann prinzipiell wie folgt gesehen werden:

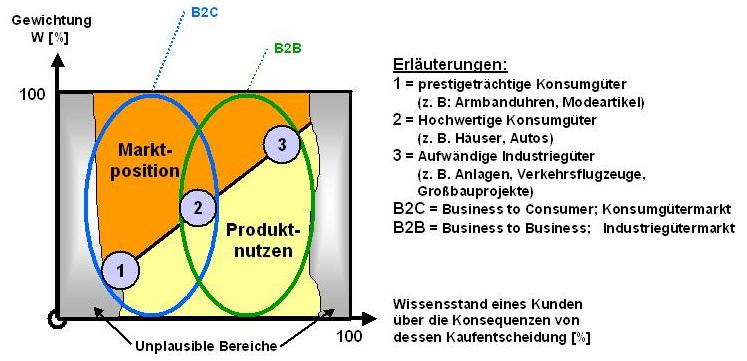
Abb. 3: Die Verteilung zwischen expliziten und impliziten Einflussgrößen eines Kundennutzens ist branchenspezifisch

Da B2B-Kaufentscheidungsprozesse üblicherweise von Organisationen getroffen werden, ist das Wissen über die Konsequenzen einer Kaufentscheidung hier in der Regel deutlich höher, als bei B2C-Kaufentscheidungsprozessen, die von Einzelpersonen wahrgenommen werden. Ab sechs Einflussgrößen ist es schon erforderlich, derartige Prozesse methodisch zu unterstützen. Bei prestigeträchtigen Konsumgütern kann es vorkommen, dass die Marktposition eines Anbieters bis zu 90 Prozent einen Kaufentscheidungsprozess beeinflusst.

#### Weitere Teilnutzen
Kundennutzenwerte werden in Strukturen über beliebig viele Unterebenen erfasst. Hier können alle Nutzenkategorien einfließen (Grundnutzen, Zusatznutzen etc.). Die verschiedenen Einflussgrößen sind somit Teilnutzen, die z. B. über ein lineares Scoring-Verfahren (Siehe auch:Nutzwertanalyse) miteinander verknüpft werden können. Heeler et al. zeigen, dass das Kaufentscheidungsverhalten über lineare Scoring-Verfahren ausreichend belastbar erfasst werden kann. Die Elemente des Scoring-Verfahrens haben hierbei folgende Bedeutungen:
- Kriterien, bzw. Teilnutzen: Dieses sind die Einflussgrößen auf einen Kundennutzen. Sie beschreiben die Marktbedürfnisse, an denen die Leistungen aller Anbieter gemessen werden.
- Gewichtungsfaktoren beschreiben, wie bedeutsam die einzelnen Kriterien im Kaufentscheidungsprozess eines Kunden sind. Sie beschreiben damit dessen Kaufentscheidungsverhalten. Da der Durchschnittskunde einer Zielgruppe, bzw. eines Marktsegmentes betrachtet wird, beschreiben sie praktisch einen Markt, der sich so über konstante Gewichtungsfaktoren ausdrückt.
- Erfüllungsgrade (bzw. Noten oder Scores) erfassen, wie gut oder wie schlecht die Nutzenerwartungen eines Kunden erfüllt werden. Sie beschreiben somit die Leistungen der untersuchten Anbieter. Erfüllungsgrade können ordinal oder kardinal erfasst werden.

### Eigenschaften der Teilnutzen
Teilnutzen verhalten sich zueinander kompensatorisch. D. h., eine gute Leistung bei einem Kriterium kann eine schlechte Leistung bei einem anderen Kriterium „kompensieren“. Z. B. ist ein Kunde durchaus bereit, einen höheren (d. h. schlechteren) Preis zu zahlen, wenn er dafür eine bessere Technik oder einen besseren Service erhält. Diese Kompensatorik gilt für die Beziehungen aller Kriterien untereinander.
Allerdings gilt diese Forderung nicht uneingeschränkt. Es gibt sogenannte „Musskriterien“, die ein festgesetztes Leistungsniveau vorschreiben, wie z. B. Sicherheitsmerkmale, Normen und dergleichen mehr. Das sind so genannte „K.-o.-Kriterien“, die dazu führen, dass ein Anbieter, der die damit verbundenen Forderungen nicht erfüllt, auch bei anderen guten Leistungswerten einen ungenügenden Kundennutzenwert erhält.

### Datenquellen
Zur Erhebung der Eingabeinformationen können alle verfügbaren Datenerhebungsmethoden herangezogen werden. Werden bewusste Kaufentscheidungsprozesse analysiert, eignen sich kompositorische Verfahren, wie Marktbefragungen, Workshops, Data Mining, Testmärkte, die Verwendung von Voranalyse Ergebnissen und dergleichen mehr.
Handelt es sich um unbewusste Kaufentscheidungsergebnisse, wie z. B. im Einzelhandel, können dekompositorische Verfahren herangezogen werden, wie beispielsweise Conjoint-Measurement oder Multidimensionale Skalierung.

### Repräsentativität
Mit der Erhebung eines Kundennutzens wird praktisch ein Kaufentscheidungsprozess abgebildet.
Da Marktsegmente bzw. Zielgruppen auch durch in sich homogene Kaufentscheidungsprozesse gekennzeichnet sind, können Kundennutzenwerte für den Durchschnittskunden einer Zielgruppe bestimmt werden.
Das heißt in diesem Zusammenhang, dass ein Marktsegment bzw. eine Zielgruppe auch über einen Satz konstanter Gewichtungsfaktoren definiert werden kann.

## Aussagen des Kundennutzens
Unter den eingangs angezogenen Prämissen kann davon ausgegangen werden, dass ein Zusammenhang zwischen dem relativen Kundennutzen eines Anbieters und den von ihm erzielbaren Marktanteilen besteht. In anderen Worten: Je mehr sich der Kundennutzen eines Anbieters von denen der Wettbewerber abhebt, umso höhere Marktanteile kann er erzielen.
Somit erlaubt eine genaue Kenntnis des eigenen relativen Kundennutzens eine Reihe wertvoller Aussagen:
- Er ist eine direkte Kennzahl für die Wettbewerbsstärke eines Anbieters
- Er führt zu belastbaren Aussagen über zukünftige Markterfolgspotenziale
- Er erlaubt die Plausibilisierung von Absatz- und Umsatzplanungen
- Er erlaubt die zielgerichtete Entwicklung eines Paketes von Maßnahmen zur Verbesserung der eigenen Wettbewerbsstärke (eines „Marketing Mixes“) z. B. in den Bereichen
  - Unternehmensstrategie
  - Produktpolitik
  - Preispolitik
  - Kommunikationspolitik
  - Marktentwicklung
  - Distributionspolitik
  - Organisation

Genau deshalb ist der Kundennutzen eine so wichtige Orientierungsgröße des Marketings.

## Fazit

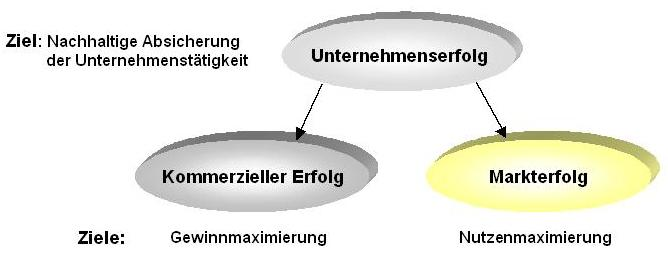
Abb. 5: Ein Unternehmenserfolg hat die beiden an sich konfliktären Erfolgskategorien „Markterfolg“ und „kommerzieller Erfolg“

Unternehmensplanungsprozesse gestalten sich in der Regel so, dass zunächst Umsatzzahlen bestimmt werden müssen, um dann anhand der hausinternen Prozesse zu ermitteln, ob damit ein Gewinn erzielt werden kann. Die Achillesferse dieser Planungsprozesse sind sehr häufig die Umsatzerwartungen, die nicht immer ausreichend plausibilisiert werden können.
Da Kunden in der Regel nicht gezwungen werden können, die Leistungen des eigenen Unternehmens zu erwerben, müssen sie über einen überragenden Kundennutzen überzeugt werden, dieses zu tun. Das ist der eigentliche Grund dafür, dass der relative Kundennutzen des eigenen Angebotes die entscheidende Größe zur Plausibilisierung der eigenen zukünftigen Umsatzerwartungen bzw. der eigenen zukünftigen Markterfolgspotenziale ist.